# 莫代爾 (愛荷華州)
莫代爾（英語：Modale）是一個位於美國愛荷華州哈里森縣的城市。

## 地理
莫代爾的座標為41°37′12″N 96°00′40″W / 41.62000°N 96.01111°W，而該地的平均海拔高度為308米（即1010英尺）。

## 人口
根據2010年美國人口普查的數據，莫代爾的面積為2.72平方千米，當中陸地面積為2.72平方千米，而水域面積為0.00平方千米。當地共有人口283人，而人口密度為每平方千米104人。